# Edoardo Ronchi
Edoardo Ronchi detto Edo (Treviglio, 31 maggio 1950) è un politico italiano.
È stato ministro dell'ambiente nei governi Prodi I, D'Alema I e II dal 17 maggio 1996 al 26 aprile 2000.

## Biografia
Laureato in sociologia all'Università degli Studi di Trento, iniziò la sua attività politica nel 1968 con il movimento degli studenti e successivamente come leader dell'organizzazione extraparlamentare Avanguardia Operaia. Nel 1977 aderì a Democrazia Proletaria, con cui fu deputato dal 1983 al 1987. Fu uno dei fondatori del movimento politico degli ecologisti: nel 1989 fondò con Francesco Rutelli i Verdi Arcobaleno, movimento ambientalista di cui fu portavoce nazionale fino al dicembre del 1990, anno in cui avvenne la riunificazione con le liste Verdi dando vita alla Federazione dei Verdi del "sole che ride".
Fu confermato deputato nella X e nell'XI legislatura, e fu eletto senatore nella XII. Nel 1996 venne scelto da Romano Prodi come ministro dell'Ambiente, carica che gli venne confermata da Massimo D'Alema nei due governi da lui presieduti. In questa veste presentò la prima legge quadro italiana sulla regolamentazione del settore rifiuti, il cosiddetto decreto Ronchi. Nel 1997 fu al centro di una polemica per avere manifestato contro il governo, pur essendo ministro, in solidarietà con gli immigrati albanesi affogati nell'Adriatico.
Nel 2000 Giuliano Amato, al momento di formare il suo nuovo governo, lo propose, anziché all'ambiente, come ministro (senza portafoglio) delle politiche comunitarie, ma Ronchi non accettò di assumere questo diverso incarico. 
Nel 2001 preferì non ricandidarsi alle elezioni per divenire presidente dell'ISSI Onlus. Sempre dal 2001 divenne editorialista di RivistAmbiente, un mensile di tecnica e legislazione ambientale.
Dal 2001 al 2005 fu inoltre docente di legislazione dell'ambiente all'Università di Bologna. Sempre nel 2001 abbandonò i Verdi per fondare la sinistra ecologista e aderendo successivamente ai Democratici di Sinistra, fa parte della Segreteria Nazionale con Segretario Piero Fassino. Alle elezioni politiche del 2006 fu eletto nuovamente senatore per i DS nella regione Veneto e ha aderito al gruppo dell'Ulivo di Palazzo Madama. Nel 2007 partecipa con la componente degli ecologisti democratici all'Assemblea costituente del Partito Democratico. 
Non si è ricandidato alle successive elezioni; è stato nominato nel settembre 2008 presidente della Fondazione per lo sviluppo sostenibile, una onlus in cui imprese ed esperti collaborano per la crescita dell'economia verde (green economy) in Italia. Sempre dal 2008 ha ripreso anche l'insegnamento all'Università, presso la facoltà di Architettura di Roma.
Nel giugno 2013 è stato nominato subcommissario del Governo per il risanamento dello stabilimento Ilva di Taranto.

## Premi e riconoscimenti
Nel 2020, riceve il premio per la Sostenibilità dalla fondazione Hans-Carl von Carlowitz, di Chemnitz in Germania, nella categoria Europa con la seguente motivazione: “per l’autenticità e la risolutezza nel sostenere fattivamente nel corso della sua vita, la giustizia ambientale, il contrasto ai cambiamenti climatici e il miglioramento della qualità della vita delle persone in Italia e nel mondo”.

## Procedimenti giudiziari
Fu arrestato il 10 aprile 1981 e detenuto per 11 mesi in attesa di giudizio a seguito di scontri avvenuti a Bergamo durante una manifestazione del 1976, nell'ambito di un'ampia inchiesta della magistratura che, oltre a fatti minori, riguardava anche formazioni armate fiancheggiatrici del terrorismo. La notizia ebbe a suo tempo ampia ricaduta sulla stampa a causa del ruolo politico di Ronchi quale esponente di Democrazia Proletaria e per l'accostamento al terrorismo, tanto che il Corriere della Sera titolò la notizia: “Un altro passo avanti nella inchiesta sul terrorismo. Cinque arresti a Bergamo, preso anche ‘Edo’, capo Dp”. Edo Ronchi risultò estraneo al ramo dell'inchiesta sul terrorismo, e fu prosciolto anche dalle accuse specifiche relative agli scontri di Bergamo venendo assolto con formula piena per non aver commesso il fatto con sentenza di primo grado, diventata definitiva in assenza di ricorso in appello.

## Opere
Ha scritto, sul tema ecologico, numerose opere:
- Uno sviluppo capace di futuro, le nuove politiche ambientali (2000)
- Inquinamento elettromagnetico (2001)
- La riforma dei rifiuti. I nodi critici (2001)
- La tutela delle acque (2002)
- Un futuro sostenibile per l'Italia (2002)
- Ecologia come seconda modernità (2003)
- Il territorio italiano ed il suo governo (2005)
- Vento a favore (2011)
- Green Economy per uscire dalle due crisi (2012)
- La transizione alla green economy (2018)
- Le sfide della transizione ecologica (2021)